# Área Material Quilmes
El Área Material Quilmes (ARMAQUIL o AMQ) es una unidad logística de la Fuerza Aérea Argentina con asiento en Quilmes y bajo la dependencia del Comando de Material.
La unidad fue creada en 1943. Su misión es realizar el tercer escalón de mantenimiento del material aéreo de la Fuerza Aérea, que incluye el mantenimiento de las aeronaves de alas rotativas y sus motores, armamento, sensores y accesorios, de la Fuerza Aérea y las otras Fuerzas Armadas de la Nación. Así como también realiza el mantenimiento del avión DHC-6 "Twin Otter" de la Fuerza Aérea y del Ejército. Cuenta con una pista de 1000 m.

## Reseña
Esta unidad creada el 24 de septiembre de 1943 para el mantenimiento de aeronaves perteneció al Comando de la Aviación del Ejército, y desde 1945 pertenece a la Fuerza Aérea Argentina. En 1981 pasó a la denominación Área Material Quilmes.

## Proyectos
ARMAQUIL lleva a cabo:
- Modernización del avión DHC-6 "Twin Otter" al modelo 300
- Modernización del helicóptero Hughes 369/500